# Віннерс Осаве
Віннерс Марк Осаве (нім. Winners Mark Osawe, нар. 29 листопада 2006, Берлін, Німеччина) — німецький футболіст нігерійського походження, опорний півзахисник клубу «Нюрнберг».

## Ігрова кар'єра

### Клубна
Віннерс Осаве є вихованцем столичного клубу «Берлін Атлетик». У 2019 році він приєднався до клубної академії «РБ Лейпциг».
Але виступи на доросломму рівні Осаве почав в клубі «Нюрнберг», куди він перейшов влітку 2024 року. Перший сезон футболіст почав як гравець другого складу команди. 18 травня 2025 року у матчі Другої Бундесліги проти «Айнтрахта» з Брауншвейга Осаве провів свою першу гру в основі «Нюрнберга».

### Збірна
В травні 2023 року в складі збірної Німеччини (U-17) Осаве став переможцем юнацького чемпіонату Європи в Угорщині. Восени того року футболіст брав участь у переможному юнацькому чемпіонаті світу в Індонезії.
В червні 2025 року в складі збірно Німеччини (U-19) Осаве брав участь у юнацькому чемпіонаті Європи, де команда Німеччина дійшла до півфіналу.

## Титули
Німеччина (U-17)
 Чемпіон Європи: 2023
 Чемпіон світу: 2023